# VfR Kirn
Der VfR Kirn ist ein deutscher Fußballverein aus der rheinland-pfälzischen Kleinstadt Kirn.

## Geschichte
Der Klub geht auf den 1907 gegründeten SC Nahe 1907 Kirn zurück, der sich nach dem Ersten Weltkrieg Anfang 1919 als Fußballabteilung dem TuS 1862 Kirn anschloss. Im Zuge der Reinlichen Scheidung trennte sich die Fußballmannschaft 1924 wieder vom Klub und machte sich als VfR Kirn selbständig. 1934 fusionierte der Klub wieder mit dem Turnverein, die Verbindung wurde jedoch nach Ende des Zweiten Weltkriegs gelöst. 
Sportlich machte der VfR Kirn erstmals als Oberliga-Südwest-Teilnehmer in der Spielzeit 1949/50 auf sich aufmerksam, stieg aber als Tabellenschlusslicht der Nordstaffel direkt ab. Nach einem dritten Platz in der Amateurliga Rheinhessen für die II. Division qualifiziert, stieg der Klub 1952 als Zweitligameister wieder in die Oberliga auf. Hier spielte die Mannschaft bis zum erneuten Abstieg zwei Spielzeiten, anschließend gehörte sie fünf Spielzeiten erneut der II. Division an. Am Ende der Spielzeit 1958/59 stand der Abstieg in die drittklassige Amateurliga Südwest.
1966 qualifizierte sich der VfR Kirn als Vizemeister der Amateurliga für die Deutsche Amateurmeisterschaft, musste sich aber in der ersten Runde Union Böckingen geschlagen geben. Mit demselben Ergebnis nahm die Mannschaft in der folgenden Spielzeit erneut am Wettbewerb teil, dieses Mal unterlag man zum Auftakt dem späteren Finalisten Hannover 96 Amateure. Nach dem Abstieg in die vierte Liga 1970 kehrte der Klub 1974 in die Amateurliga zurück. Bei Einführung der Oberligen als dritthöchste Spielklasse 1978 verpasste die Mannschaft die Qualifikation und verabschiedete sich vom höherklassigen Fußball.
Seit der Saison 2022/23 bilden die Herrenmannschaften des VfR eine Spielgemeinschaft mit dem SC Kirn-Sulzbach, die unter dem Namen „SG VfR 07 Kirn / SC Kirn-Sulzbach“ antritt. Nach langjähriger Zugehörigkeit zur siebtklassigen Landesliga West stieg die Spielgemeinschaft mit nur einem Sieg und 29 Niederlagen in der Saison 2024/25 in die Bezirksliga Nahe ab.